# ヨハネス・コムネノス・ドゥーカス (エピロス・テッサロニキ専制公)
ヨハネス・コムネノス・ドゥーカス（Ιωάννης Κομνηνός Δούκας,  Johannes Komnenos Doukas, ? - 1244年）は、エピロス・テッサロニキ専制公（在位：1237年 - 1244年）。中世ギリシア語読みではヨアニス・コムニノス・ドゥカス。エピロス・テッサロニキを支配し皇帝を称したテオドロス1世コムネノス・ドゥーカスの長子。父系ではアンゲロス（Άγγελος, Angelos）であるが、実際にはその名前を使用していない。

## 生涯
父テオドロスはクロコトニツァの戦いでブルガリア皇帝イヴァン・アセン2世の捕虜となっていたが、1237年に釈放されて帰国し、統治職を代行していた叔父マヌエルを追放し、長子であったヨハネスにテッサロニキの支配権を与えた。しかし、この事は却って一族の結束を弱め、追放されたマヌエルはテッサリアに、また父の従兄弟に当たるミカエル2世アンゲロス・コムネノスはエピロスにそれぞれ独立勢力を築き、かつての「帝国」は三分割されてしまった。またテオドロス・ヨハネス親子の支配権はブルガリア帝国の影響下に置かれ、その政治力は著しく弱められた。
こうした状況はコンスタンティノポリス奪回を目指すニカイア帝国に有利に働き、皇帝ヨハネス3世ドゥーカス・ヴァタツェスはイヴァン・アセン2世死後の混乱に乗じてバルカン半島への進出を果たした。ヨハネスはこれに抵抗するが、最終的には屈服を余儀なくされる。1242年、彼はヨハネス3世から贈られた専制公称号と衣装・靴・徽章を受け取り、皇帝に属する衣装・靴・徽章の着用と赤インクでの署名の権利を放棄した。以後ヨハネスはテッサロニキ専制公としてニカイア帝国の名目的な宗主権下に甘んじたが、実質的な独立は辛うじて維持した。
ヨハネスは1244年に死去し、弟デメトリオスが後を継いだ。